# Igman (trampolino)
L'Igman è un trampolino situato a Malo Polje sul monte Igman presso Sarajevo, in Bosnia ed Erzegovina, in disuso dal 1992.

## Storia
Inaugurato nel 1982 in previsione dei XIV Giochi olimpici invernali di Sarajevo 1984, l'impianto ha ospitato le gare di salto con gli sci e di combinata nordica della rassegna olimpica.
 Il complesso è in disuso dall'epoca della guerra in Bosnia, scoppiata il 1º marzo 1992.

## Caratteristiche
Il complesso si articola in due trampolini principali. Il trampolino lungo ha un punto K 112; il primato di distanza, 116 m, è stato stabilito dal finlandese Matti Nykänen nel 1984. Il trampolino normale ha un punto K 90; il primato di distanza, 95 m, è stato stabilito dallo jugoslavo Primož Ulaga nel 1983.